# 영락공원
영락공원(永樂公園)은 대한민국 부산광역시 금정구 두구동에 위치한 장례시설이다.